# Anthalia sinensis
Anthalia sinensis är en tvåvingeart som beskrevs av Saigusa och Yang 2003. Anthalia sinensis ingår i släktet Anthalia och familjen puckeldansflugor. Inga underarter finns listade i Catalogue of Life.